# Droit des affaires au Maroc
Le droit des affaires marocain est une branche du droit privé qui comporte un ensemble de droits relatifs aux affaires des entreprises. Il repose sur les dispositions de droit civil concernant les obligations et les contrats qui sont prévues au Code des obligations et des contrats. Par ailleurs, il est régi par le Code de commerce, le contentieux commercial relevant des juridictions de commerce.

## Codes
Au Maroc, les codes concernés par le droit des affaires sont, entre autres :
- Droit des assurances : code des assurances
- Droit commercial : code de commerce,
- Droit de la concurrence : code de commerce, Loi marocaine sur la liberté des prix et de la concurrence;
- Droit des entreprises et sociétés : code civil, code de commerce et droit des sociétés,

Les codes ne sont qu'une partie du droit des affaires : celui-ci est complété par différentes lois, ainsi que par la jurisprudence.